# Mont Amagi
Pour les articles homonymes, voir Amagi.
Le mont Amagi (天城山, Amagi-san) est un stratovolcan situé au centre de la péninsule d'Izu de la préfecture de Shizuoka au Japon, formant la limite entre les villes d'Izu et Higashiizu. Il est également désigné comme la chaîne de montagnes Amagi (天城連山, Amagi renzan).

## Géographie
Les monts Amagi possèdent plusieurs pics dont les plus élevés sont le Bansaburō-dake (万三郎岳) à 1 406 m, le Banjirō-dake (万二郎岳) à 1 300 m et le Tōgasayama (遠笠山) à 1 197 m.
La flore en altitude comprend des rhododendrons, Pieris japonica, Stewartia monadelpha et Fagus crenata.

## Histoire
De nombreux navires de la Marine impériale japonaise sont baptisés d'après le nom du mont Amagi dont la corvette Amagi (en), un croiseur de bataille de la classe Amagi et le porte-avions Amagi.
Le corps de la princesse Huisheng est retrouvé sur les pentes du mont Amagi le 10 décembre 1957.
Le mont Amagi est classé parmi les 100 montagnes célèbres du Japon dans un livre publié en 1964 par l'alpiniste et auteur Kyūya Fukada.

## Ascension
Plusieurs itinéraires de randonnée mènent au sommet.

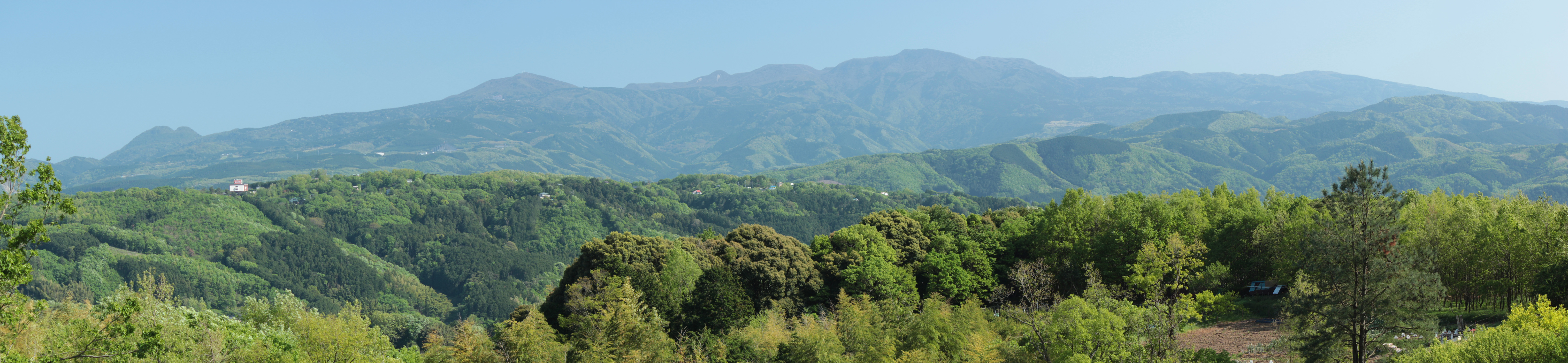
Vue depuis le nord.